# Petr Wojnar
Petr Wojnar (* 12. Januar 1989 in Třinec) ist ein tschechischer Fußballspieler.

## Vereinskarriere
Wojnar begann mit dem Fußballspielen im Alter von sechs Jahren bei Fotbal Třinec. Im Sommer 2001 wechselte der Mittelfeldspieler zum FC Baník Ostrava. In Ostrava schaffte er im Sommer 2008 den Sprung in den Profikader und kam in der Saison 2008/09 zu fünf Erstligaeinsätzen. Im Spieljahr 2009/10 fügte Wojnar 15 weitere Erstligaeinsätze hinzu.

## Nationalmannschaft
Wojnar kam bisher in der tschechischen U-16, U-17, U-18, U-19 und U-20-Auswahl zum Einsatz. Im Jahr 2009 spielt er drei Mal für die U-21-Nationalmannschaft.